# 石牛洲

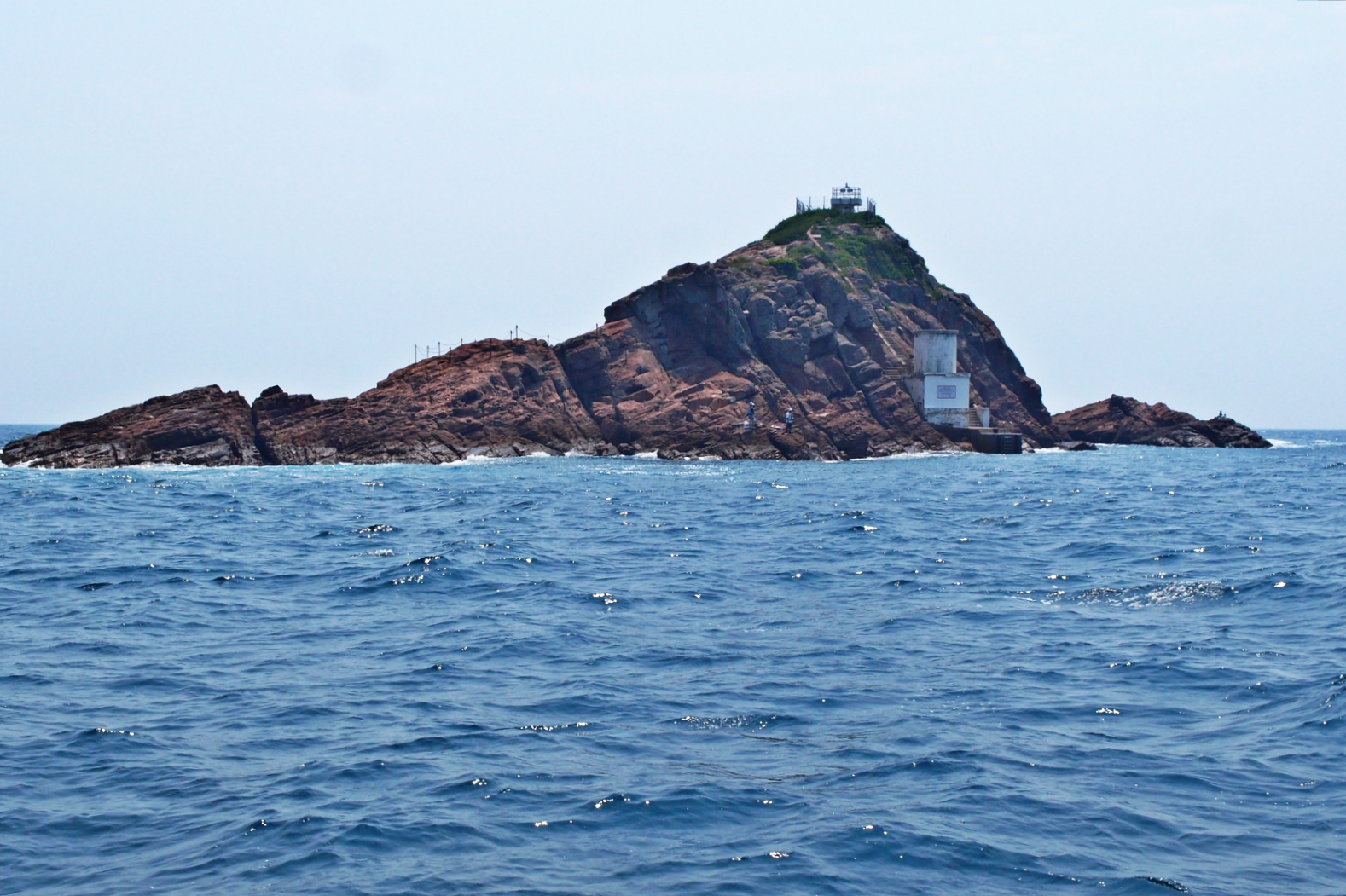
石牛洲的西岸，可清楚看到寫著警告字眼的燈塔和鳥屋

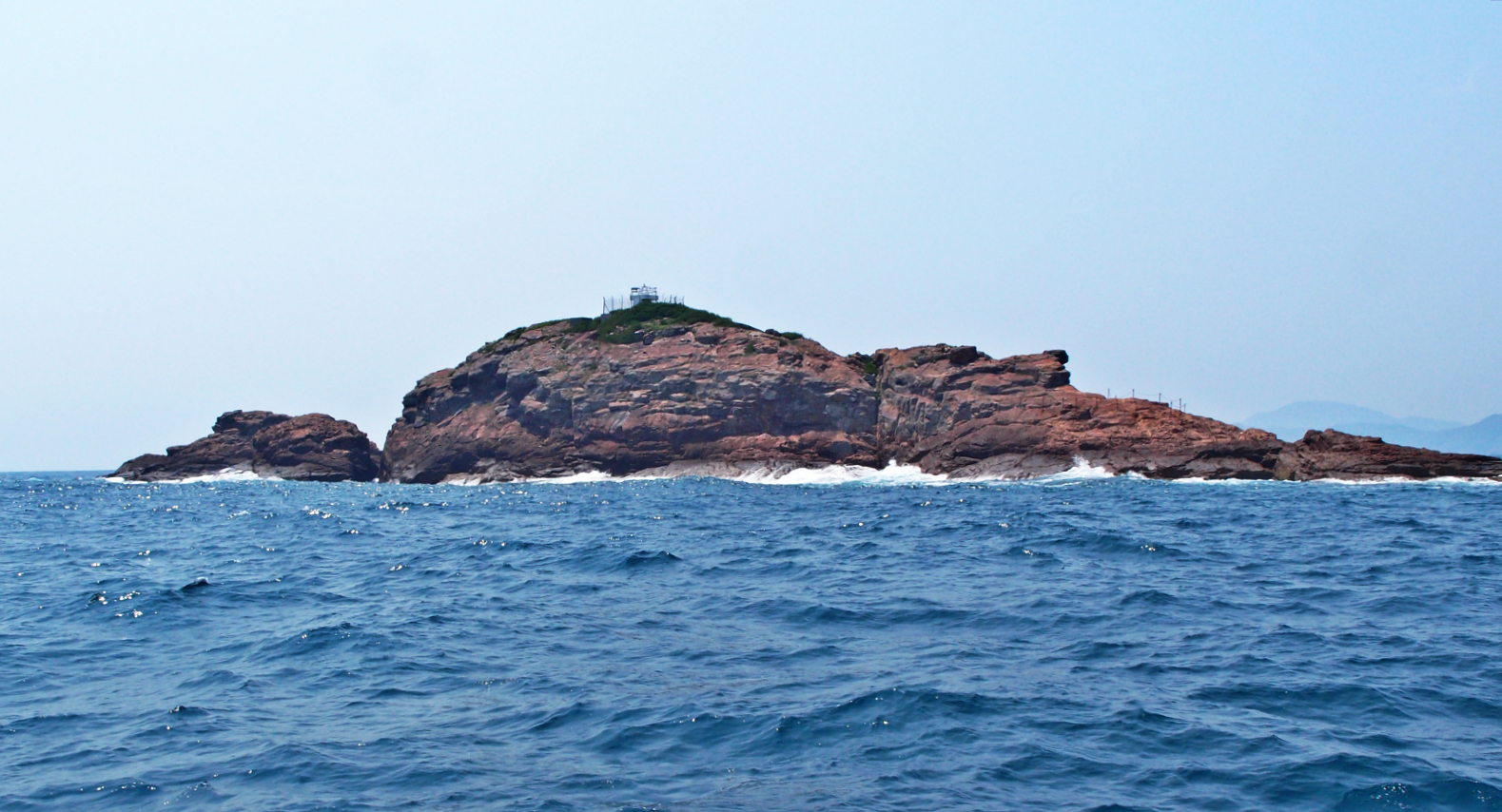
石牛洲的東岸

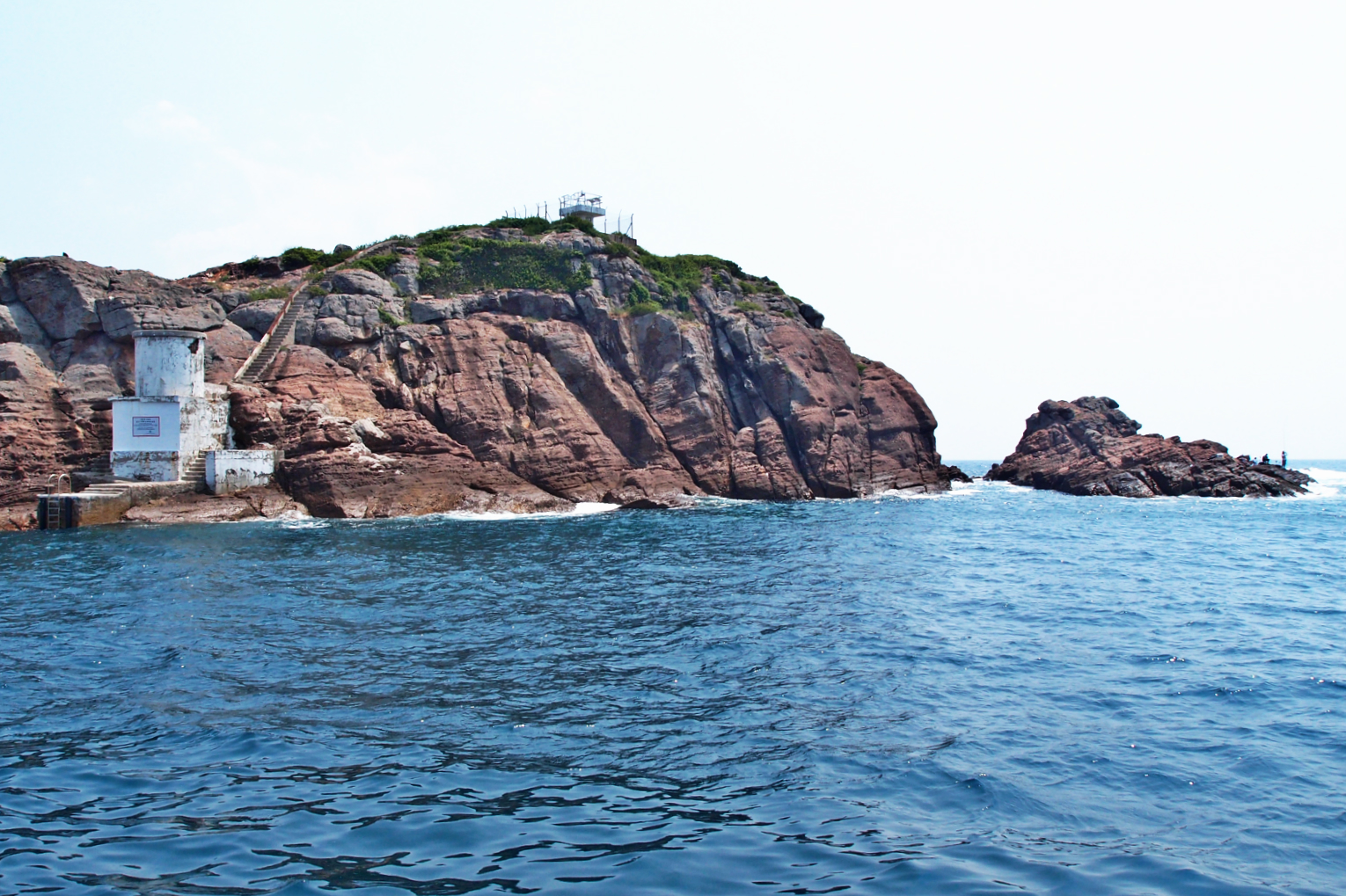
「島斷石連」

石牛洲（英語：Shek Ngau Chau），又稱「獨牛洲」，舊稱「㞗頭」（英語：Gau Tau），位於香港新界東北部，是西貢半島東北部（近短咀）大鵬灣的一個小島，其東面對岸為廣東省深圳市之大鵬半島及大鹿灣，兩者距離比和香港其他島嶼和市區還要近，現由大埔區管理。
由於石牛洲上峭壁較多，而且島上沒有興建碼頭，加上位置偏僻，故此遊客不多，主要為釣客及潛水客。然而島上奇岩也多，例如「獅子張口」、「熊仔觀海」、島面南岸的極地「三分天下」和「島斷石連」，遊客需要在黃石碼頭一帶租船才可前往。曾有女潛水員於南岸海底發現有二戰時期的未爆彈，驚動警方即時封鎖附近一帶海域，派遣拆彈組前往處理。
石牛洲島上每逢夏天都有很多燕鷗聚居及產蛋，主要來自日本及東南亞。後來，漁農自然護理署更於該島岸邊興建了一個小屋，用於給予鳥類棲息，並有呼籲字句告示遊客不要干擾野生鳥類。
現在島上並沒有居民居住。

## 註腳
1. ↑  警拆彈組引爆石牛洲炸彈  请检查|URL=值 (帮助). 蘋果日報. 9月11日  [2015-10-06]. （原始内容存档于2015-10-07）.

## 外部連結
- 行山萬"李"(207D) - 大鵬四島 - 獨牛洲 (石牛洲)